# 남동부 지방 (브라질)

남동부 지방의 위치

남동부 지방(브라질 포르투갈어: Região Sudeste do Brasil)은 브라질의 지방 가운데 하나로 브라질 남동부 지방을 가리킨다. 면적은 924,511.3km2, 인구는 80,353,724명(2005년 기준)이며 브라질 전체 국내 총생산의 약 60%를 차지한다. 이스피리투산투주, 미나스제라이스주, 리우데자네이루주, 상파울루주가 이 지방에 위치한다.

## 같이 보기
- 브라질